# Алимов, Павел Мартемьянович
Павел Мартемьянович Алимов (14 (27) января 1900 год, Распопинская, Область Войска Донского — май 1983, Ульяновск, СССР) — советский военачальник, полковник (1943)

## Биография
Родился 27 января 1900 года в станице Распопинская, ныне в Клетском районе Волгоградской области России в семье казаков. Русский.

## Военная служба

### Гражданская война
11 февраля 1919 года добровольно вступил в РККА и был зачислен в 1-й Хоперский кавалерийский полк кавалерийской дивизии 9-й армии Южного фронта. В его составе воевал против войск генерала А. И. Деникина. В мае направлен в город Ростов-на-Дону в караульную бригаду, где был зачислен в учебную команду. В октябре откомандирован на учёбу в 16-ю Тамбовскую военную пехотную школу. Член РКП(б) с 1921 года.

### Межвоенное время
С октября 1923 года после завершения обучения, служил в 80-м стрелковом полку 27-й Омской стрелковой дивизии Западного фронта в городе Витебск, исполняя должности командира отделения и взвода, пом. командира роты. В августе 1925 года переведен в 192-й стрелковый полк 64-й стрелковой дивизии ЗапВО в городе Орша, где был командиром и политруком роты, командиром батальона.
В период с октября 1927 года по август 1928 года находился на учёбе на курсах «Выстрел». С апреля 1932 года исполнял должность инструктора-руководителя Бобруйского учебного центра. С мая 1934 года служил военкомом Новосокольнического РВК Калининской области, с сентября 1937 года — военкомом Сталинского района города Минск.
В июне 1939 года назначен преподавателем тактики Бобруйских КУКС запаса. В сентябре был переведен в Минское пехотное училище им. М. И. Калинина, где исполнял должности старшего преподавателя тактики, помощника командира и командира батальона курсантов. В августе 1940 года назначен руководителем тактики Лепельского стрелково-минометного училища, однако в должность не вступил, так как продолжал командовать батальоном курсантов в Минском пехотном училище им. М. И. Калинина (с апреля 1941 г. — Минское танковое училище). Одновременно в 1940 года заочно окончил Военную академию РККА им. М. В. Фрунзе.

### Великая Отечественная война
С началом войны майору Алимову было поручено сформировать 177-й армейский запасной полк. Однако завершить его формирование ему не удалось, так как 25 июня 1941 года он вместе с другими частями Западного фронта попал в окружение в районе Молодечно. В течение полутора месяцев пробивался на соединение к своим войскам. Лишь 13 августа ему в составе группы удалось выйти из окружения в районе ст. Борки Смоленской области без документов и оружия. После этого состоял в резерве начсостава отдела кадров Западного фронта, затем 11 октября был назначен командиром 123-го армейского запасного полка 20-й армии, формировавшегося в районе Можайска из числа выходивших из окружения военнослужащих. Командуя этим полком, «принял самые энергичные и решительные меры по эвакуации большого количества вооружения». В первой половине 1942 года «подготовил значительное количество маршевых пополнений и более 1000 человек резерва начсостава для боевых частей армии, организовал сбор оружия и автотранспорта на поле боя и полностью, за счет трофеев, вооружил полк».
В феврале 1943 года майор Алимов назначается заместителем командира 82-й стрелковой дивизии, которая вела боевые действия в составе 71-го стрелкового корпуса 31-й, а с февраля 1944 года — 65-й армий Западного и 1-го Белорусского фронтов. Дивизия участвовала в Ржевско-Вяземской, Смоленской, Калинковичско-Мозырской, Бобруйской, Люблин-Брестской наступательных операциях и в освобождении городов Сычевка, Ярцево, Осиповичи, Бобруйск, Слоним.
В июне 1944 года полковник Алимов переведен заместителем командира 108-й стрелковой дивизии. Её части в составе 46-го стрелкового корпуса 3-й армии вели боевые действия на 1-м и 2-м Белорусских фронтах. Участвовали в Минской и Белостокской наступательных операциях, в освобождении городов Новогрудок, Волковыск, Белосток.
В августе 1944 года полковник Алимов назначен заместителем командира 69-й стрелковой дивизии. В этой должности в составе 65-й армии 1-го, затем 2-го Белорусских фронтов участвовал в Млавско-Эльбингской и Восточно-Померанской наступательных операциях.
С марта 1945 года назначен заместителем командира 193-й стрелковой дивизии в составе 105-го стрелкового корпуса. В период с 23 по 27 марта временно исполнял должность командира дивизии. В ходе Берлинской операции она форсировала реку Одер южнее Штеттина и, развивая наступление в направлении Фридланд, Демин, вышла к побережью Балтийского моря севернее города Росток.

### После войны
С июля 1945 года проходил службу в СГВ командиром 290-го стрелкового полка 186-й стрелковой дивизии.
В августе 1946 года полковник Алимов уволен в запас по болезни.
Умер в 1983 году, похоронен на Северном кладбище Ульяновска.

## Награды
СССР
- орден Ленина (21.02.1945)[5]
- два ордена Красного Знамени (11.06.1943[6], 03.11.1944[5])
- орден Кутузова II степени (10.04.1945)[7]
- орден Отечественной войны I степени (11.03.1944)[8]
- орден Красной Звезды (25.10.1943)[9]

медали в том числе:
- - «XX лет Рабоче-Крестьянской Красной Армии» (1938)[9];
  - «За оборону Москвы»;
  - «За победу над Германией в Великой Отечественной войне 1941—1945 гг.» (12.11.1945)[10]

Других государств
- медаль «За Одру, Нису и Балтику» (ПНР)
- медаль «Победы и Свободы» (ПНР)